# Radama I
Radama I (phát âm theo tiếng Malagasy là: rädä´mə); còn được gọi là (Radama vĩ đại hay Radama đại vương);(khoảng năm 1793 - 17 tháng 7 năm 1828) là vị vua thứ hai của Nhà Merina xứ Madagascar, cai trị từ năm 1810 đến năm 1828. Ông tiếp nối sự nghiệp của cha mình. Do ông mở cửa giao thương sớm với người Người Anh nên đã được họ cung cấp cho nhiều vũ khí hiện đại mà từ đó, ông đã dễ dàng từng bước thống nhất được hòn đảo.
Ông được nhớ đến như là một người có tầm nhìn xa, trông rộng. Ông ra chính sách hiện đại hóa quốc gia, cũng là đặt ra các chức quan và nội các, phân định lại các vùng lãnh thổ theo phong cách châu âu. Radama I cũng là vị quốc vương đầu tiên của xứ Madagascar được phương Tây công nhận. Quốc vương Radama băng hà ngày 17 tháng 7 năm 1828 khi mới 36 tuổi tại cung điện riêng do lạm dụng rượu. Ngay khi ông qua đời, nội bộ quốc gia bị chia rẽ và sau những biến loạn cung đình, người vợ lớn hơn ông tới tận 14 tuổi trở thành người kế nhiệm.

## Ban đầu
Năm sinh của ông vẫn còn là một ẩn số tuy nhiên người ta cũng đoán rằng ông sinh vào khoảng năm 1792 tại Ambohimanga, Madagascar. Ông là con trai trưởng của vua Andrianampoinimerina. Tên khai sinh của ông là Laidama. Vợ ông là bà Ranavalona I. Ông có hai người con trai và một người con nuôi.
Thuở thiếu thời, ông được vua cha gửi đi du học châu Âu, Radama đã được theo chân những lái buôn nô lệ người Pháp trước đó đã mạo hiểm đến vùng cao Madagascar trước khi Radama được sinh ra. Khi còn nhỏ, Radama thường xuyên hỏi chuyện với những người đàn ông buôn nô lệ này về thế giới phương Tây. Khi còn trẻ, ông cao khoảng 5 feet 4 inch (khoảng 1m6) và thân hình mảnh khảnh với bờ vai rộng và vòng eo hẹp.

### Bình định vùng Betsileo
Radama từng được cử tham gia cùng cha mình trong một chuyến hành quân trong chiến dịch bình định Betsileo khi còn ở tuổi thiếu niên. Ban đầu họ cố gắng bắt vua Andriamanalina của Betsileo tại thành phố Fandanana phía tây Antsirabe nhưng kết quả lại không thành công. Khi họ trở lại một năm sau đó, phụ vương Andrianampoinimerina chia quân đội của ông thành hai cánh và để Radama làm chỉ huy cánh thứ hai, Andrianampoinimerina đã cho vị vua tương lai cơ hội đầu tiên để chỉ huy một quân đoàn. Ông chỉ huy đi cùng với một nhóm binh sĩ dày dạn trong đó có hai người tên là Tantsaha và Andriandtsoanandria, một trong những cố vấn quân sự đã có nhiều kinh nghiệm chiến trận của cha ông, và đã đàm phán thành công việc đệ trình một số thị trấn ở Betsileo. Radama cuối cùng đã bắt và xử tử Andriamanalina và sau đó, ông cùng với cha ông chiếm tiếp được thị trấn chiến lược Kiririoka.
Trong lúc vua cha Andrianampoinimerina đang hấp hối, ông đã dặn dò người con trai của mình rằng, "Biển là biên giới của cánh đồng lúa của chúng ta" (ý nói, Radama sau khi kế vị phải mở rộng bờ cõi quốc gia cho thông được với biển), Radama đã thề với cha mình rằng ông nhất định sẽ đạt được tham vọng này.

## Sự nghiệp cai trị

### Lên ngôi
Radama I kế vị phụ thân mình: quốc vương Andrianampoinimerina lên làm quốc vương của Vương quốc Merina, một vương quốc nhỏ trên cao nguyên trung tâm của hòn đảo. Do đó, ông trở thành vị vua thứ hai. Tuy nhiên, theo các tài liệu phương Tây thì quốc vương Radama mới chính là vị vua đầu tiên.
Các vùng đất do phụ vương ông từng chinh phục trước đó sau khi nghe tin về cái chết của Andrianampoinimerina thì liền nổi dậy, tự tách ra độc lập và không còn tuân theo mệnh triều đình trung ương. Do đó, quốc vương Radama ngay sau khi lên ngôi đã phải cử quân đội đi đánh dẹp các vùng vừa mới tự tách ra.

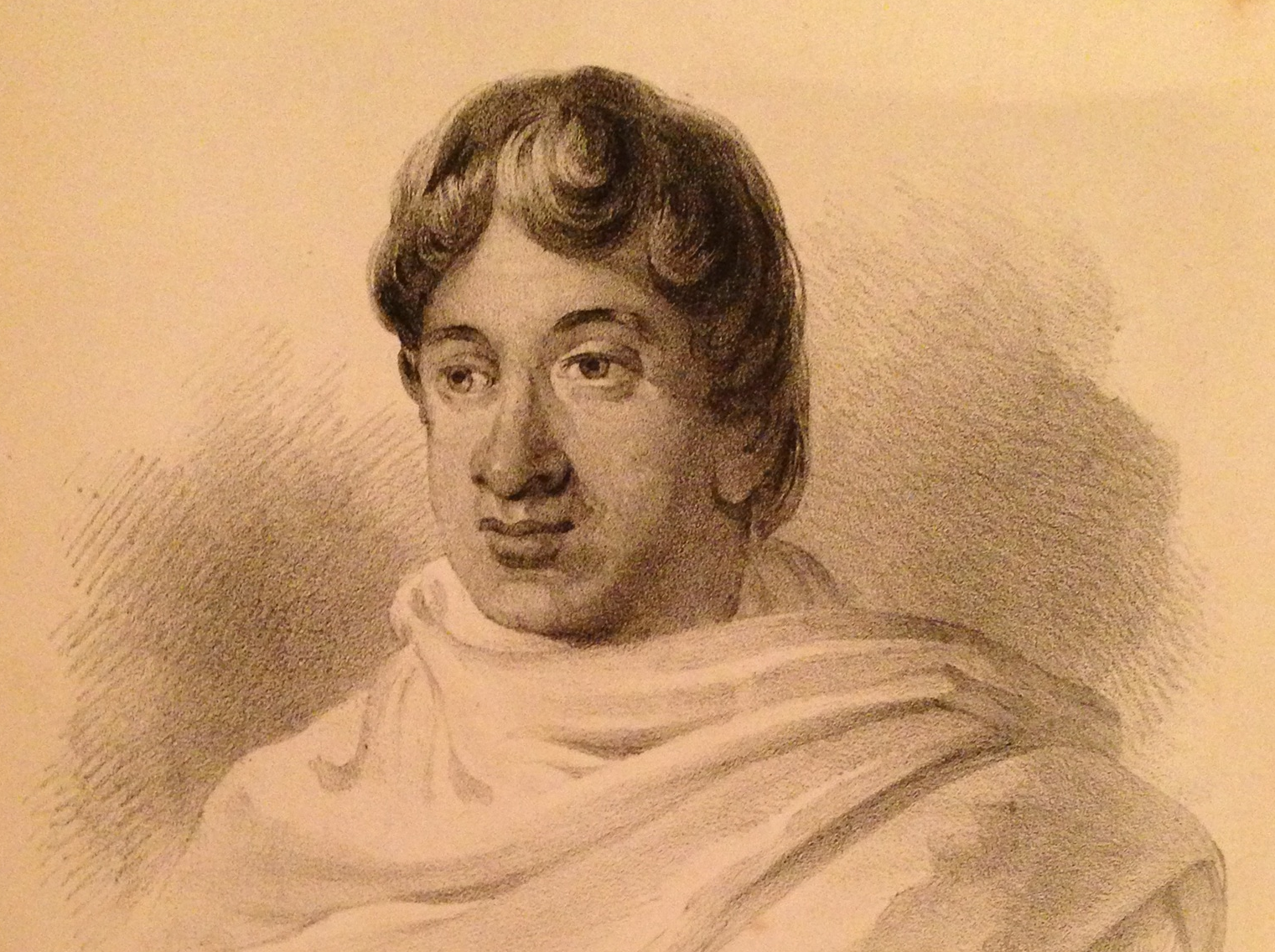
Quốc vương Radama I được mô tả năm 1838.

Ông đã huấn luyện quân đội của mình theo mô hình châu Âu và đã gần thống nhất được giang sơn dưới sự cai trị của ông. Trong triều đại của mình, ông đã khuyến khích học tập từ phương Tây, ông cũng đã ra sắc chỉ chấp nhận đạo Kitô giáo.
Vào tháng 6 năm 1817, một lực lượng 4 vạn lính Merina đã hành quân đến Toamasina hòng chiếm đóng nơi đây, người cai trị Toamasina là Jean René, ông ta đã gửi thư cầu cứu đến Anh Quốc, sau đó, hải quân Anh xuất hiện ở vùng biển đông bắc với nhiều tàu chiến lớn nhầm thị uy với quân Merina, quốc vương Radama sau khi biết tin đã sợ sẽ xảy ra một cuộc chiến với châu Âu nên ông đã ra lệnh bãi binh, nhờ đó vùng duyên hải đông bắc Madagascar không bị quốc vương Radama sát nhập.
Các chiến dịch quân sự của quốc vương Radama đã tiêu tốn đi nhiều sinh mạng của vương quốc. Do đó số lượng phụ nữ với đàn ông trong vương quốc lúc đó khá chênh lệch. Những đối thủ mạnh nhất của nhà vua ở trong vương quốc là những người phụ nữ, thật vậy, nhà vua đã chứng kiến nhiều âm mưu chính trị của những người phụ nữ nhiều quyền lực trong vương quốc: chẳng hạn như vợ ông: nữ hoàng Ranavo. Nhiều nhóm phụ nữ trong dân chúng đã nhiều lần nổi dậy phản đối lại nhà vua vì những ảnh hưởng ngày càng gia tăng của châu Âu vào vương quốc. Đến Năm 1822, một nhóm đông những người phụ nữ đã tổ chức một cuộc nổi loạn khi đức vua Radama của họ đang đi cắt tóc theo kiểu mẫu phương Tây.

### Đối ngoại

#### Đối với Anh
Ông đã tìm cách tiếp cận trực tiếp với biển để tạo điều kiện giao thương với người châu Âu và mở rộng ảnh hưởng chính trị của Merina.  Mong muốn được đến bờ biển của Radama, đặc biệt là tới cảng Tamatave quan trọng  đang nằm dưới quyền của thống đốc Mauritius, ngài Farquhar. Trùng hợp thay, Farquhar cũng quan tâm đến việc mở rộng quyền kiểm soát của Anh Quốc đến xứ Madagascar hoặc ít nhất là ảnh hưởng đến các sự kiện trên đảo. Điều này đã dẫn đến nhiều hiệp ước được ký kết giữa Radama và chính quyền Anh được đại diện bởi thống đốc của Mauritius, kết quả của các hiệp ước này cho phép sự hiện diện của người Anh ở Madagascar vào năm 1820, với việc bổ nhiệm James Hastie làm đại sứ Anh trên đảo. Các thỏa thuận ngoại giao giữa Radama và Anh cũng bao gồm các hoạt động truyền giáo lâu đời trên đảo. Hiệp hội Truyền giáo Luân Đôn (LMS) đã đến kinh đô vùng cao Antananarivo vào năm 1820 và họ đã đóng góp đáng kể cho Madagascar trong lĩnh vực giáo dục và hỗ trợ kỹ thuật.
Năm 1816, Radama I đã đàm phán và có một thỏa thuận với đế quốc Anh, trong đó người Anh sẽ cung cấp vũ khí và hỗ trợ quân sự và hành chính cho vương quốc Merina. Cũng trong thỏa thuận đó, Người Anh cũng sẽ phải đào tạo các quan chức và tỉnh trưởng từ vương quốc Merina trong các trường do Hội Truyền giáo Luân Đôn điều hành và đổi lại, quốc vương Radama I sẽ phải ra lệnh cấm việc buôn bán nô lệ của vương quốc mình, lệnh cấm này đã giúp nhà vua được thần dân của mình và làm cho nhiều nô lệ quý mến ông hơn, và điều đó cũng gián tiếp làm suy yếu các đối thủ của quốc vương, những người vốn đã được hưởng lợi từ việc buôn bán nô lệ đó.
Đồng thời, việc thực thi lệnh cấm nô lệ đã cho Radama một cái cớ để tấn công các nước láng giềng của mình trong khi kinh tế họ đang suy yếu. Đến cuối năm 1817, Radama đã kiểm soát gần như toàn bộ đảo quốc Madagascar. Người Anh được mời thành lập một phái đoàn ngoại giao trên đảo, và vào năm 1820, Hastie được bổ nhiệm vào vai trò cư dân Anh. Tuy nhiên, việc nhập khẩu nô lệ từ lục địa châu Phi vẫn tiếp tục, và vẫn là nhập khẩu chính của Madagascar trong suốt triều đại của Radama I và vào những năm 1850.
Khi quốc vương Radama sang tuổi hai mươi vào khoảng năm 1814, vị vua trẻ đã bắt đầu xem xét nghiêm túc mối quan hệ với vị sứ giả Farquhar của Mauritius, vì quốc vương cho rằng ông ta là một tên gián điệp và ông ta thu thập rất nhiều thông tin bí mật của Madagascar, tuy nhiên lúc đó, Farquhar đã chạy trốn khỏi Madagascar.

#### Kinh đô Antananarivo

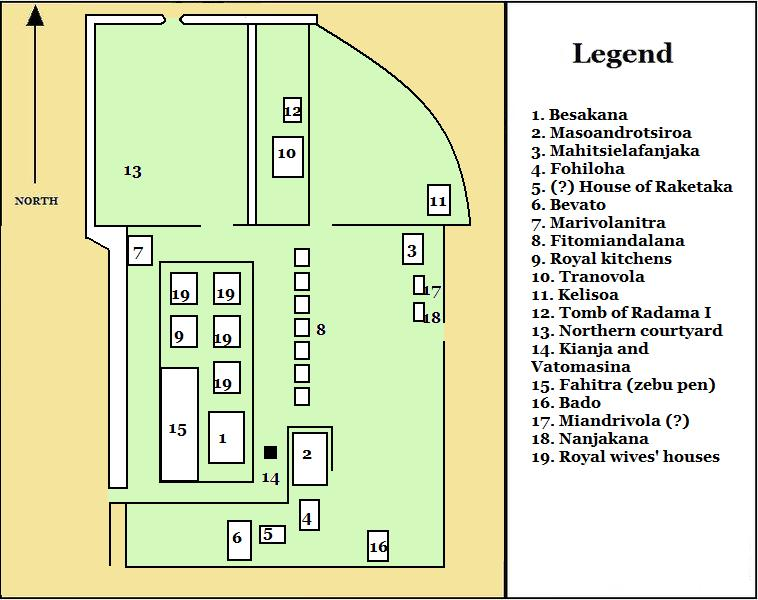
Sơ lược bản đồ kinh đô Antananarivo.

### Tây hóa vương quốc

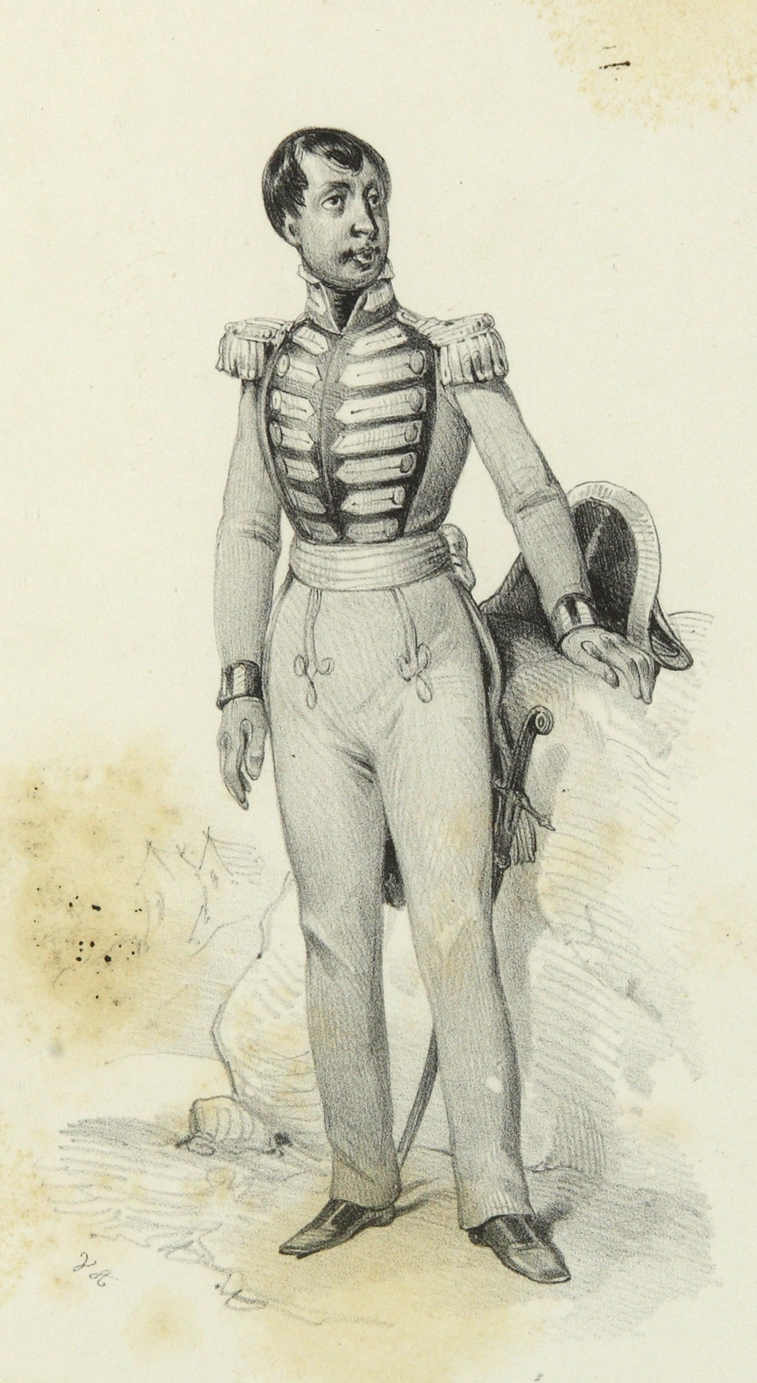
Quốc vương Radama được miêu tả bởi Adam Victor.

Vào triều đại của ông, quốc gia Madagascar đã được phương Tây hóa gần như toàn diện về mọi mặt, đưa quốc gia Madagascar lên ngang hàng với các quốc gia mở cửa khác.
Quốc vương Radama I đã cam kết mạnh mẽ đối với chính sách Tây phương hóa. Ông hoan nghênh sự xuất hiện của những người hồi hương của Hội Truyền giáo Luân Đôn, người đã thành lập các trường học và nhà thờ trên khắp vương quốc Merina. Ông khuyến khích thần dân của mình chuyển đổi sang Cơ đốc giáo.  Ngoài ra, chính trong triều đại của Radama I, một hình thức viết của ngôn ngữ địa phương (Malagasy) đã được phát triển.  Vào thời điểm Radama I qua đời vào năm 1828 (vì một căn bệnh không rõ), một lớp học chữ nhỏ nhưng đang phát triển nhanh chóng đã phát triển ở vương quốc Merina và nó đã sản xuất các ấn phẩm địa phương đầu tiên ở Malagasy.

### Đối nội

#### Tôn giáo và giáo dục

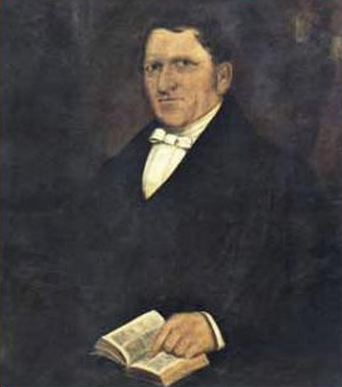
Tranh vẽ David Griffiths, một trong số nhiều nhà truyền giáo ở Madagascar.

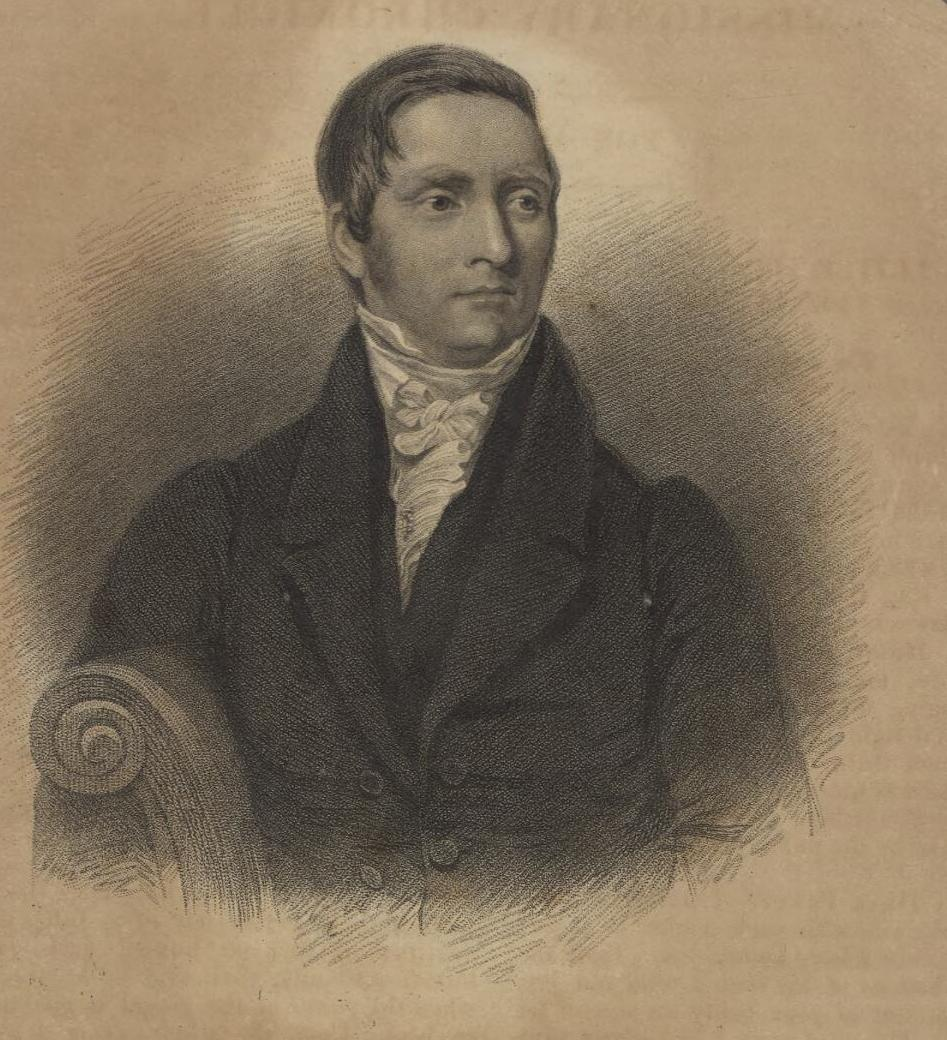
Tranh vẽ David Jones vào năm 1833, đồng truyền giáo ở Madagascar với David Griffiths và với nhiều nhà truyền giáo khác.

Hiệp hội Truyền giáo Luân Đôn (LMS) với sự chấp thuận từ Anh và quốc vương Radama I, đã đến Antananarivo vào năm 1820. Họ mở trường đầu tiên vào năm 1820 với ba học sinh và với sự hỗ trợ từ Radama, đến năm 1829 có 23 trường với 2300 học sinh. Các nhà truyền giáo đã dịch kinh thánh sang tiếng Malagasy mà họ đã rút gọn thành một văn bản. Do đó, sự phát triển của giáo dục không chỉ giúp truyền bá Kitô giáo và xóa mù chữ mà còn tạo điều kiện cho sự phát triển của ngôn ngữ và văn học Malagasy như một công cụ hội nhập quốc gia trên đảo. "Ngoài ra, các nhà truyền giáo đã gửi nhiều học viên người Madagascar đến Anh và Mauritius để học hỏi kỹ thuật. Họ cũng giới thiệu nhiều kỹ năng kỹ thuật như mộc, xây dựng, thuộc da, mạ thiếc và dệt cho Madagascar. Một trong những nhà truyền giáo, James Cameron, đã hỗ trợ rất nhiều cho Madagascar trong việc giáo dục và kỹ thuật.

#### Về quân đội
Trong thời gian này và với sự giúp đỡ của sự hỗ trợ của Anh và các nhà truyền giáo London, kết quả của việc này là quân đội của Radama trở thành quân đội mạnh nhất, hiện đại nhất và kỷ luật cao nhất ở khu vực đảo Madagascar, quân đội của Radama đã trở thành một lực lượng thống trị cho phép quốc vương thống nhất toàn bộ hòn đảo bằng vũ lực. Quốc vương Radama rất ngưỡng mộ hoàng đế Pháp: Napoleon Bonaparte và ông đã dựa trên cấu trúc và chiến thuật của châu Âu để hiện đại hóa quân đội của mình, bao gồm các tướng lĩnh Pháp, Anh và Jamaica. Trên mỗi lãnh thổ mới bị chinh phục, các vị trí hành chính được xây dựng trên các đồn lũy được củng cố (rova) trên mô hình của kinh thành Rova of Antananarivo. Ông chia quân đội của mình thành nhiều phái lính: những phái này được gọi chung với những người thực dân Merina và được gọi là Pecjo ("đậu phộng").

#### Mâu thuẫn với những nghi lễ và phong tục truyền thống
Các tư liệu phương Tây thường mô tả ông là người rất hoài nghi rất rõ ràng bên ngoài về các nghi lễ và truyền thống tôn giáo của Madagascar, cụ thể, ông đã chỉ trích về tầm quan trọng được đặt lên thứ được gọi là ''sampy'': 12 bức tượng hoàng gia nổi bật trong nhiều nghi lễ ở Merina. Nhiều sáng kiến về văn hóa và công nghệ mà quốc vương Radama giới thiệu trong triều đại của ông đã bị một phần đông dân số phản đối quyết liệt vì họ cho rằng, quốc vương đang cố tình phủ nhận những di sản của tổ tiên và truyền thống của họ và của cả vương quốc Merina.

### Đón tiếp sứ giả Anh Quốc

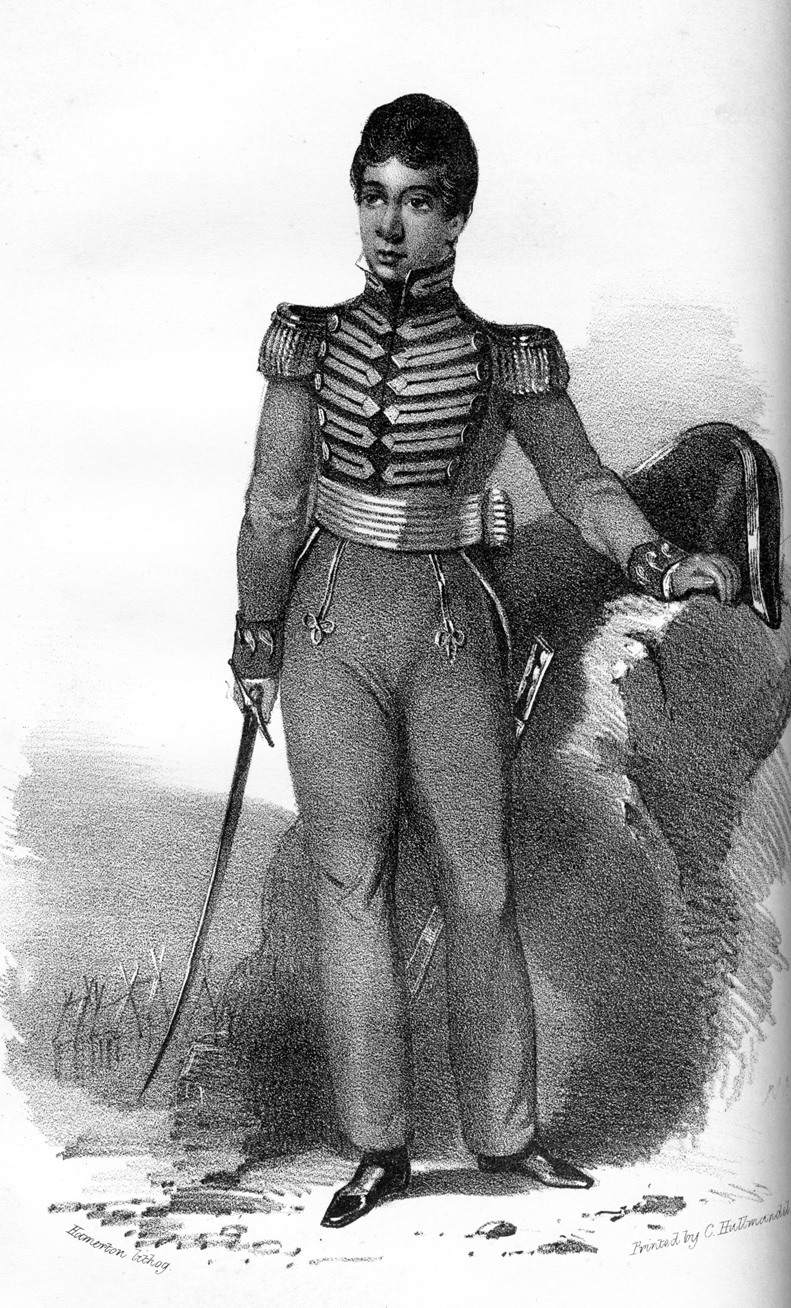
Tranh vẽ quốc vương Radama I bởi Hamerton.

Như một tuyên bố về ý định ngoại giao về phía cả Radama và vị sứ giả từ Mauritius. Trong khi quốc vương Radama I đang ở bờ biển phía đông với một vị sứ giả người Anh tên Hastie cùng với một đội quân đang cố gắng đệ trình các giao dịch thương mại với Tamatave và ngăn chặn hải tặc xâm nhập chủ quyền của Merina ở đó. Vào cuối tháng 7 và đầu tháng 8 năm 1816, quốc vương Radama cùng với vị sứ giả người Anh tên là Hastie ấy đã cùng với những người hộ tống của họ đang chuẩn bị quay về kinh đô Antannarivo, Quốc vương cùng với sứ giả Hastie và đoàn hộ tống ở vùng cao đã phải vật lộn để đi qua rừng mưa Castern ở miền trung Madagascar để vào vùng cao nguyên Imerina. Khi cả nhóm đến gần Antananarivo, quốc vương Radama đã vội vã bước lên dẫn đầu đoàn. Vị sứ giả người Anh cùng với quốc vương và đoàn tùy tùng đã đến được thủ đô vùng cao (Antananarivo) vào ngày 5 tháng 8 và được một người tùy tùng của Radama chào đón, ông ta yêu cầu vị sứ giả ấy ngủ trong một ngôi nhà nhỏ dưới chân đồi trong hai đêm, sau đó ông ta mới được phép vào kinh đô. Để chào đón vị sứ giả Hastie đến kinh thành, bên dưới Antananarivo ngày hôm đó (5 tháng 8), quốc vương Radama đã ra lệnh cho mười một khẩu súng bắn và cung cấp cho Hastie một con bò vỗ béo. Vào ngày 7 tháng 8, một người tùy tùng thứ hai thông báo cho Hastie rằng ông ta nên vào thành phố vào chiều hôm đó và Hastie đã được nhà vua tiếp đón vào đúng 3 giờ chiều - bởi pocketwatch của Hastie!

### Niềm đam mê với cơ học
Điều gây chú ý nhất ở đây là quốc vương Radama đã bắt đầu điều phối ngoại giao châu Âu của mình theo đồng hồ cơ. Một trong số nhiều món quà mà Hastie tặng Radama vào giữa năm 1817 là một chiếc đồng hồ quả lắc lớn. Các nhà truyền giáo người Anh sau đó đã giải thích phản ứng của Radama đối với món quà trong các bản sách, trong số những món quà được gửi đến cho Radama bởi sứ giả của Mauritius, một trong những món quà làm cho cho quốc vương hài lòng nhất là một chiếc đồng hồ. Lúc đầu, nó hơi loạn trí, và nhà đã không thể che giấu sự thất vọng của mình khi biết nó đã bị hư. Trong khi ông vắng mặt trong nhà, quốc vương đã phát hiện ra nguyên nhân khiến chiếc đồng hồ bị trục trặc và ông đã kêu người đến khắc phục nó. Sau khi nhà vua trở lại, chiếc đồng hồ đã được sửa xong. Chiếc đồng hồ ấy được đặt trên một khối, ở khoảng cách khoảng 1m3 tính tứ dưới đất lên, một ngọn lửa đủ lớn để nướng một ổ khóa. Quốc vương đã ngồi trên mặt đất suốt cả tiếng đồng hồ, và dường như ông ta đã quên đi phẩm giá vương giả cao quý của mình để chờ đợi chiếc đồng hồ ấy.
"Vượt lên niềm đam mê cá nhân của Radama với các phép đo thời gian cơ học, nhà vua đã sử dụng phép đo thời gian châu Âu như một tài nguyên văn hóa''.

### Mở rộng bờ cõi

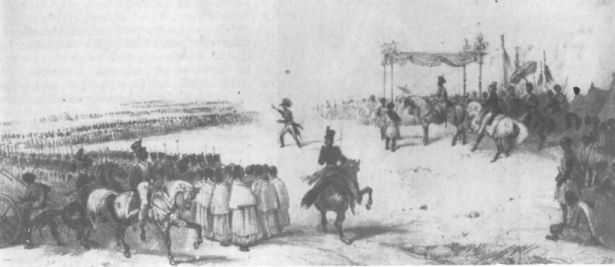
Tranh mô tả quốc vương Radama đang giám sát quân đội của ông ta.

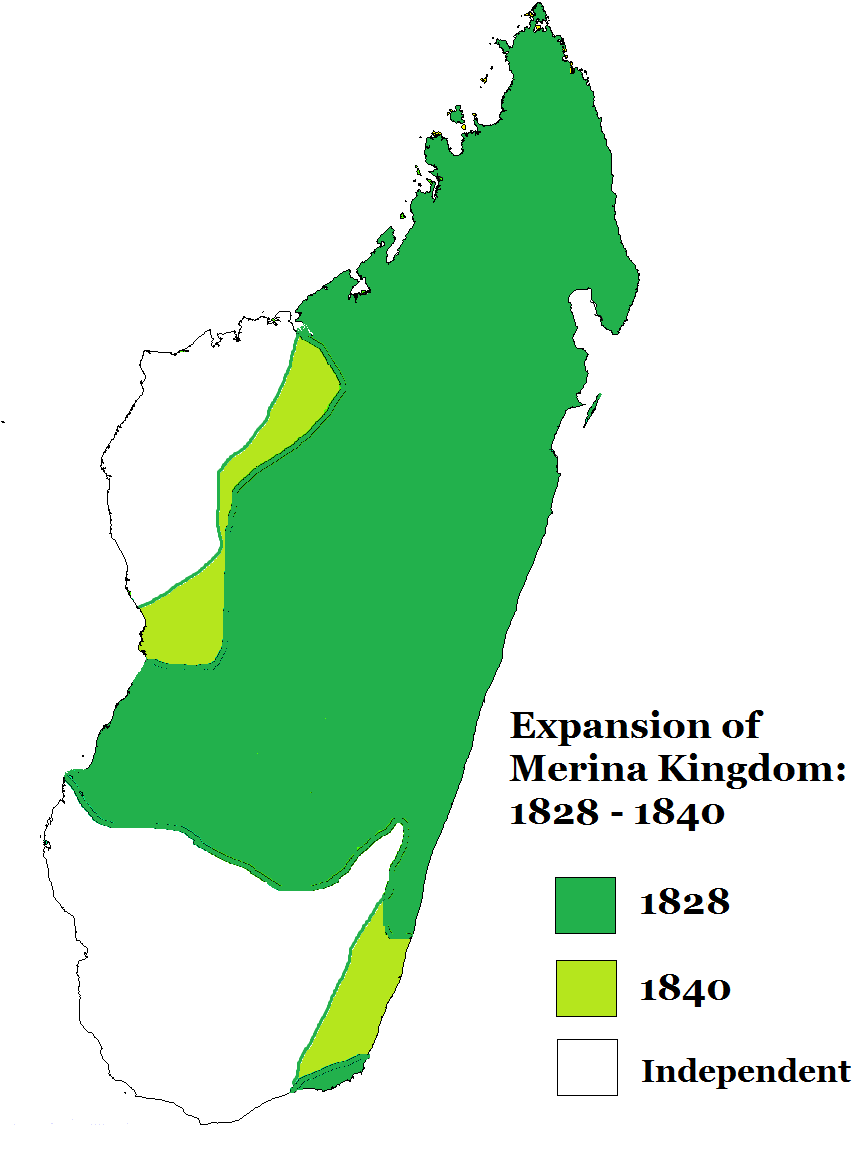
Vương quốc Merina dưới sự mở mang bờ cõi của vua Radama I, (màu xanh lá đậm).

Công cuộc mở rộng lãnh thổ của quốc vương Radama I bắt đầu vào năm 1817 với một chiến dịch lớn đến thị trấn cảng phía đông Toamasina, tại đây ông đã cho thành lập nhiều đồn điền quân sự. Tiếp sau đó là một loạt các chiến dịch lớn nhỏ về phía tây và Menabe vào các năm 1820, 1821 và 1822. Sang năm sau, Radama cho người đi thám hiểm quân sự dọc theo bờ biển phía đông bắc, thiết lập các vị trí quân sự tại Maroantsetra, Tintingue và Mananjary. Năm 1824, quốc vương lại cho người đi thám hiểm tiếp tại Vohemar, Diego Suarez và Mahajanga. Năm 1825, các đồn quân sự được thành lập ở các thị trấn ven biển phía đông nam Farafangana và Fort Dauphin. Vương quốc Antalaotra đã bị Radama hạ bệ vào năm 1826 trong một cuộc tấn công trên bộ và trên biển. Cũng trong lúc đó, nhiều cuộc nổi dậy chống lại nhà vua cũng nổ ra, lớn nhất là cuộc nổi dậy của Antanosy và Betsimisaraka, nhà vua sau khi biết tin liền bãi binh ở những chiến dịch đang dang dỡ của mình và sau đó, Radama khởi động một chiến dịch quân sự lớn nhầm khuất phục họ. Quân của Antesaka đã bị hạ bệ trong chiến dịch quân sự cuối cùng của Radama vào năm 1827, cùng năm miền bắc Tanala cũng trở thành chư hầu của Radama. Nhờ các chiến dịch quân sự đó mà quốc vương Radama đã thống nhất hai phần ba hòn đảo dưới sự cai trị của ông. Các khu vực duy trì độc lập bao gồm hầu hết các quốc gia Bara, Mahafaly và Antandroy ở phía nam, một dải phía nam Tanala và khu vực ven biển giữa Antesaka và Antanosy ở phía đông, và phía bắc Menabe và Ambongo ở phía tây. Về sau, phần lớn các quốc gia ấy đều bị vợ ông: bà Ranavalona chinh phục.

### Cái chết và người kế vị

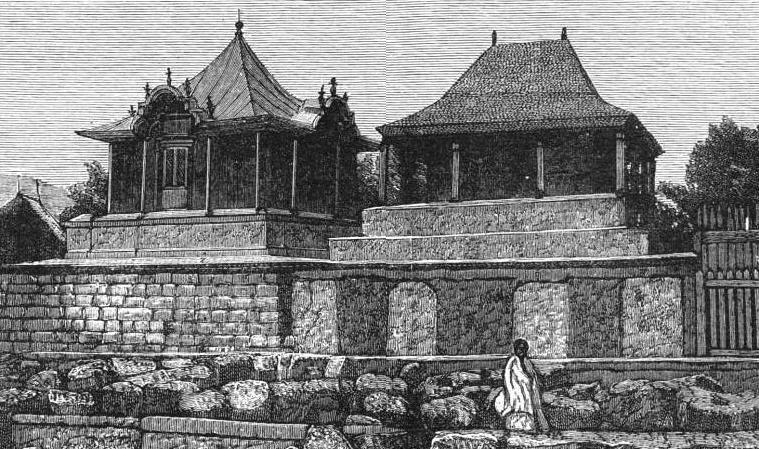
Lăng mộ của vua Radama (phải) và mộ của bà Rasoherina ở Rova Antananarivo, Madagascar, năm 1885.

Do lạm dụng rượu quá nhiều nên sức khỏe của quốc vương Radama dần suy yếu. Cuối cùng, quốc vương băng hà ngày 17 tháng 7 năm 1828 tại cung điện riêng của ông ta ở Antananarivo, hưởng thọ 36 tuổi, nguyên nhân cái chết của ông vẫn còn đang gây tranh cãi. Ngay sau khi vị quốc vương trẻ đầy tài năng giá băng, nội bộ quốc gia liền bị chia rẽ. Quốc vương Radama I băng hà ngay bên cạnh của hai cận thần thân tín nhất của mình, những người có lợi cho sự kế vị của Rakotobe. Tuy nhiên, hai cận thần ấy đã ngần ngại và quyết định không thông báo ra bên ngoài vì họ lo sợ rằng tin tức về cái chết của quốc vương Radama sẽ gây ra một cuộc bất ổn lớn và họ sợ sẽ bị trả thù có thể xảy ra với họ vì họ đã có liên quan đến việc tố cáo một trong những đối thủ chính trị của nhà vua, và sẽ có các cuộc tranh giành đổ máu cho ngai vàng. Cái chết của quốc vương đã không được thông báo ra bên ngoài vì những âm mưu chính trị của các cận thần của ông, về việc người kế vị cũng không rõ ràng, tuy nhiên theo đúng luật lệ kế vị của Merina thời đó thì người kế vị sẽ là Rakotobe, con trai cả của chị cả của Radama, là một thanh niên thông minh và đáng yêu, Rakotobe là học sinh đầu tiên được học tại trường đầu tiên được thành lập bởi Hội Truyền giáo Luân Đôn ở Antananarivo trong khuôn viên của cung điện hoàng gia. Tuy nhiên, trong thời gian này, một cận thần khác của nhà vua và một sĩ quan quân đội cấp cao tên là Andriamamba, đã phát hiện ra sự thật và đã hợp tác lại với các sĩ quan khác: trong đó gồm có: Andriamihaja, Rainijohary và Ravalontsalama - để hỗ trợ để đưa người vợ lớn của nhà vua: bà Ramavo (nữ hoàng Ranavalona về sau) lên ngôi.

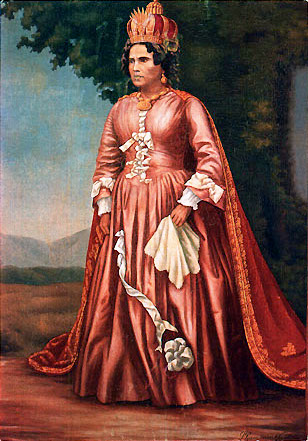
Tranh vẽ bà Ramavo (sau là Ranavalona).

Rakotobe sau đó đã bị thích sát bởi bà Ranavalona ngay sau đó. Những sĩ quan ủng hộ Ramavo đã giấu bà cùng con trai và cũng sẽ là người kế vị nếu bà lên ngôi: Rakoto và một trong những người bạn của Ramavo đến một nơi an toàn ở cách xa nơi đông dân cư, sau đó để bảo đảm sự hỗ trợ của một số nhà môi giới quyền lực có ảnh hưởng, bao gồm cả các thẩm phán và những người giữ bí mật (thần tượng hoàng gia). Các sĩ quan sau đó đã tập hợp một lượng lớn quân đội đến yểm trợ cho Ranavo, sau đó vào ngày 11 tháng 8 năm 1828, bà tự tuyên bố rằng mình là người kế vị của quốc vương Radama với lý do rằng chính quốc vương đã chỉ định như vậy, người dân đã biết chuyện nhưng cũng không thể kháng cự ngay lập tức. Ramavo lấy tên hiệu là Ranavalona (có nghĩa là:"gấp lại", "để qua một bên"), sau đó bà theo phong tục hoàng gia bằng cách bắt giữ một cách có hệ thống và giết chết các đối thủ chính trị của mình, bao gồm cả Rakotobe, gia đình của ông ta và các thành viên khác trong hoàng tộc Radama, giống như Radama đã làm đến gia đình riêng của nữ hoàng khi kế vị ngai vàng. Cuối cùng, sau những biến loạn cung đình khác, người vợ lớn hơn nhà vua Radama tới tận 14 tuổi trở thành người kế nhiệm, tức nữ vương Ranavalona I. Lễ đăng quang của bà diễn ra vào ngày 12 tháng 6 năm 1829, và bà trở thành vị nữ vương đầu tiên cai trị đảo quốc Madagascar.

## Mộ phần và an táng
Quốc vương Radama được chôn cất trong một ngôi mộ đá trong khuôn viên ở cung điện Rova của Antananarivo theo tiêu chuẩn kiến trúc của Madagascar, ngôi mộ của ông được đặt trên đỉnh của một trano masina ("ngôi nhà thiêng liêng") tượng trưng cho hoàng gia. Giống như cha mình, Andrianampoinimerina và những vị vua khác của Merina sẽ giống như ông, được đặt vào một chiếc quan tài bằng bạc, và người ta đồn đại rằng các món trang sức, châu báu, vàng bạc được chôn cất theo nhà vua với một lượng lớn, nhiều hơn bất kỳ ngôi mộ nào khác ở Madagascar. Chúng bao gồm một lamba mena lụa màu đỏ đậm, tranh nhập khẩu của hoàng gia châu Âu, hàng nghìn đồng xu, tám mươi chiếc quần, chiếc áo, kiếm, trang sức, bình vàng, hộp đựng bạc và vv. Bên cạnh mỗi bức tường bên trong trano masina là một tấm gương, giường, một vài chiếc ghế và một cái bàn được đặt hai bình nước bằng sứ và một chai nước và rượu rum được bổ sung hàng năm trong lễ hội fandroana (lễ hội của nhà tắm hoàng gia). Tuy nhiên, hầu hết các bảo vật này đã bị thiêu rụi trong một trận hỏa hoạn lớn vào năm 1995 phá hủy cung điện Rova của Antananarivo và những ngôi mộ nơi đây!

## Ngôi vị
Vua của Madagascar:
Tại vị: 1810 - 27 tháng 7 năm 1828
Tiền nhiệm: Andrianampoinimerina.
Kế nhiệm: Ranavalona I.

## Huân chương
Danh dự của dân tộc

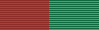

•Sovereign Grand Master of the Order of the Royal Hawk (1823).

## Gia phả
| \| \| \| \| \| \| \| \| \| \| \| 8. Andriambemanjaka \| \| \| \| \| \| \| \| \| \| \| \| \| \| \| \| \| \| \| \| \| \| \| \| \| \| \| \| \| \| \| \| \| \| \| \| \| \| \| \| \| \| \| \| \| \| \| \| \| \| \| \| \| \| \| \| \| \| \| \| \| \| \| \| \| \| \| \| \| \| \| \| \| \| \| \| \| \| \| \| \| \| \| \| \| \| \| \| \| \| \| \| \| \| \| \| \| \| \| \| \| \| \| \| \| \| \| \| \| \| \| \| \| \| \| \| \| \| \| \| \| \| \| \| \| \| \| \| \| \| \| \| \| \| \| 4. Andriamiaramanjaka \| \| \| \| \| \| \| \| \| \| \| \| \| \| \| \| \| \| \| \| \| \| \| \| \| \| \| \| \| \| \| \| \| \| \| \| \| \| \| \| \| \| \| \| \| \| \| \| \| \| \| \| \| \| \| \| \| \| \| \| \| \| \| \| \| \| \| \| \| \| \| \| \| \| \| \| \| \| \| \| \| \| \| \| \| \| \| \| \| \| \| \| \| \| \| \| \| \| \| \| \| \| \| \| \| \| \| \| \| \| \| \| \| \| \| \| \| \| \| \| \| \| \| \| \| \| \| \| \| \| \| \| \| \| \| \| \| \| \| \| \| \| \| \| \| \| \| \| \| \| \| \| \| \| \| \| \| \| \| \| \| \| \| \| \| \| \| \| \| \| \| \| \| \| \| \| \| \| \| \| \| \| \| \| \| \| \| \| \| \| \| \| \| \| \| \| \| \| \| \| \| \| \| \| \| \| \| \| \| \| \| \| \| \| \| \| \| \| \| \| \| \| \| \| \| \| \| \| \| \| \| \| \| \| \| \| \| \| \| \| \| \| \| \| \| \| \| \| \| \| \| \| \| \| \| \| \| \| \| \| \| \| \| \| \| \| \| \| \| \| \| \| \| \| \| \| \| \| \| \| \| \| \| \| \| \| \| \| 2. King Andrianampoinimerina of Imerina \| \| \| \| \| \| \| \| \| \| \| \| \| \| \| \| \| \| \| \| \| \| \| \| \| \| \| \| \| \| \| \| \| \| \| \| \| \| \| \| \| \| \| \| \| \| \| \| \| \| \| \| \| \| \| \| \| \| \| \| \| \| \| \| \| \| \| \| \| \| \| \| 20. Prince Andriamifonozozoro \| \| \| \| \| \| \| \| \| \| \| \| \| \| \| \| \| \| \| \| \| \| \| \| \| \| \| \| \| \| \| \| \| \| \| \| \| \| \| \| \| \| \| \| \| \| \| \| \| \| \| \| \| \| \| \| \| \| \| \| \| \| \| \| \| \| \| \| \| \| \| \| 10. King Andriambelomasina of Avaradrano and Imerinatsimo \| \| \| \| \| \| \| \| \| \| \| \| \| \| \| \| \| \| \| \| \| \| \| \| \| \| \| \| \| \| \| \| \| \| \| \| \| \| \| \| \| \| \| \| \| \| \| \| \| \| \| \| \| \| \| \| \| \| \| \| \| \| \| \| \| \| \| \| \| \| \| \| 21. Princess Rangorinimerina \| \| \| \| \| \| \| \| \| \| \| \| \| \| \| \| \| \| \| \| \| \| \| \| \| \| \| \| \| \| \| \| \| \| \| \| \| \| \| \| \| \| \| \| \| \| \| \| \| \| \| \| \| \| \| \| \| \| \| \| \| \| \| \| \| \| \| \| \| \| \| \| 5. Princess Ranavalonanandriambelomasina \| \| \| \| \| \| \| \| \| \| \| \| \| \| \| \| \| \| \| \| \| \| \| \| \| \| \| \| \| \| \| \| \| \| \| \| \| \| \| \| \| \| \| \| \| \| \| \| \| \| \| \| \| \| \| \| \| \| \| \| \| \| \| \| \| \| \| \| \| \| \| \| 22. Andriampeno Randriambolanambo \| \| \| \| \| \| \| \| \| \| \| \| \| \| \| \| \| \| \| \| \| \| \| \| \| \| \| \| \| \| \| \| \| \| \| \| \| \| \| \| \| \| \| \| \| \| \| \| \| \| \| \| \| \| \| \| \| \| \| \| \| \| \| \| \| \| \| \| \| \| \| \| 11. Princess Rasoherimananitany \| \| \| \| \| \| \| \| \| \| \| \| \| \| \| \| \| \| \| \| \| \| \| \| \| \| \| \| \| \| \| \| \| \| \| \| \| \| \| \| \| \| \| \| \| \| \| \| \| \| \| \| \| \| \| \| \| \| \| \| \| \| \| \| \| \| \| \| \| \| \| \| 23. Ramanitrandrianstimitovy Rasoherinaraniny \| \| \| \| \| \| \| \| \| \| \| \| \| \| \| \| \| \| \| \| \| \| \| \| \| \| \| \| \| \| \| \| \| \| \| \| \| \| \| \| \| \| \| \| \| \| \| \| \| \| \| \| \| \| \| \| \| \| \| \| \| \| \| \| \| \| \| \| \| \| \| \| 1. Radama I \| \| \| \| \| \| \| \| \| \| \| \| \| \| \| \| \| \| \| \| \| \| \| \| \| \| \| \| \| \| \| \| \| \| \| \| \| \| \| \| \| \| \| \| \| \| \| \| \| \| \| \| \| \| \| \| \| \| \| \| \| \| \| \| \| \| \| \| \| \| \| \| \| \| \| \| \| \| \| \| \| \| \| \| \| \| \| \| \| \| \| \| \| \| \| \| \| \| \| \| \| \| \| \| \| \| \| \| \| \| \| \| \| \| \| \| \| \| \| \| \| \| \| \| \| \| \| \| \| \| \| \| \| \| \| \| \| \| \| \| \| \| \| \| \| \| \| \| \| \| \| \| \| \| \| \| \| \| \| \| \| \| \| \| \| \| \| \| \| \| \| \| \| \| \| \| \| \| \| \| \| \| \| \| \| \| \| \| \| \| \| \| \| \| \| \| \| \| \| \| \| \| \| \| \| \| \| \| \| \| \| \| \| \| \| \| \| \| \| \| \| \| \| \| \| \| \| \| \| \| \| \| \| \| \| \| \| \| \| \| \| \| \| \| \| \| \| \| \| \| \| \| \| \| \| \| \| \| \| \| \| \| \| \| \| \| \| \| \| \| \| \| \| \| \| \| \| \| \| \| \| \| \| \| \| \| \| \| 6. Rabezaka \| \| \| \| \| \| \| \| \| \| \| \| \| \| \| \| \| \| \| \| \| \| \| \| \| \| \| \| \| \| \| \| \| \| \| \| \| \| \| \| \| \| \| \| \| \| \| \| \| \| \| \| \| \| \| \| \| \| \| \| \| \| \| \| \| \| \| \| \| \| \| \| \| \| \| \| \| \| \| \| \| \| \| \| \| \| \| \| \| \| \| \| \| \| \| \| \| \| \| \| \| \| \| \| \| \| \| \| \| \| \| \| \| \| \| \| \| \| \| \| \| \| \| \| \| \| \| \| \| \| \| \| \| \| \| \| \| \| \| \| \| \| \| \| \| \| \| \| \| \| \| \| \| \| \| \| \| \| \| \| \| \| \| \| \| \| \| \| \| \| \| \| \| \| \| \| \| \| \| \| \| \| \| \| \| \| \| \| \| \| \| \| \| \| \| \| \| \| \| \| \| \| \| \| \| \| \| \| \| \| \| \| \| \| \| \| \| \| \| \| \| \| \| \| \| \| \| \| \| \| \| \| \| \| \| \| \| \| \| \| \| \| \| \| \| \| \| \| \| \| \| \| \| \| \| \| \| \| \| \| \| \| \| \| \| \| \| \| \| \| \| \| \| \| \| \| \| \| \| \| \| \| \| \| \| \| \| \| 3. Princess Rambolamasoandro \| \| \| \| \| \| \| \| \| \| \| \| \| \| \| \| \| \| \| \| \| \| \| \| \| \| \| \| \| \| \| \| \| \| \| \| \| \| \| \| \| \| \| \| \| \| \| \| \| \| \| \| \| \| \| \| \| \| \| \| \| \| \| \| \| \| \| \| \| \| \| \| \| \| \| \| \| \| \| \| \| \| \| \| \| \| \| \| \| \| \| \| \| \| \| \| \| \| \| \| \| \| \| \| \| \| \| \| \| \| \| \| \| \| \| \| \| \| \| \| \| \| \| \| \| \| \| \| \| \| \| \| \| \| \| \| \| \| \| \| \| \| \| \| \| \| \| \| \| \| \| \| \| \| \| \| \| \| \| \| \| \| \| \| \| \| \| \| \| \| \| \| \| \| \| \| \| \| \| \| \| \| \| \| \| \| \| \| \| \| \| \| \| \| \| \| \| \| \| \| \| \| \| \| \| \| \| \| \| \| \| \| \| \| \| \| \| \| \| \| \| \| \| \| \| \| \| \| \| \| \| \| \| \| \| \| \| \| \| \| \| \| \| \| \| \| \| \| \| \| \| \| \| \| \| \| \| \| \| \| \| \| \| \| \| \| \| \| \| \| \| \| \| \| \| \| \| \| \| \| \| \| \| \| \| \| \| \| 7. Queen Ramanandrianjaka II of Imarovatana \| \| \| \| \| \| \| \| \| \| \| \| \| \| \| \| \| \| \| \| \| \| \| \| \| \| \| \| \| \| \| \| \| \| \| \| \| \| \| \| \| \| \| \| \| \| \| \| \| \| \| \| \| \| \| \| \| \| \| \| \| \| \| \| \| \| \| \| \| \| \| \| 30. King Andriamananimerina I of Imarovatana \| \| \| \| \| \| \| \| \| \| \| \| \| \| \| \| \| \| \| \| \| \| \| \| \| \| \| \| \| \| \| \| \| \| \| \| \| \| \| \| \| \| \| \| \| \| \| \| \| \| \| \| \| \| \| \| \| \| \| \| \| \| \| \| \| \| \| \| \| \| \| \| 15. Princess Rabodofilankanina \| \| \| \| \| \| \| \| \| \| \| \| \| \| \| \| \| \| \| \| \| \| \| \| \| \| \| \| \| \| \| \| \| \| \| \| \| \| \| \| \| \| \| \| \| \| \| \| \| \| \| \| \| \| \| \| \| \| \| \| \| \| \| \| \| \| \| \| \| \| \| \| 31. Princess Ramorabe \| \| \| \| \| \| \| \| \| \| \| \| \| \| \| \| \| \| \| \| \| \| \| \| \| \| \| \| \| \| \| \| \| \| \| \| \| \| \| \| \| \| \| \| \| \| \| \| \| \| \| \| |                                                           |  |  |  |  |  |  |  |  |                     |  |  |  |  |  |  |
| |                                                           |  |  |  |  |  |  |  |  | 8. Andriambemanjaka |  |  |  |  |  |  |
| |                                                           |  |  |  |  |  |  |  |  |                     |  |  |  |  |  |  |
| |                                                           |  |  |  |  |  |  |  |  |                     |  |  |  |  |  |  |
| |                                                           |  |  |  |  |  |  |  |  |                     |  |  |  |  |  |  |
| |                                                           |  |  |  |  |  |  |  |  |                     |  |  |  |  |  |  |
| |                                                           |  |  |  |  |  |  |  |  |                     |  |  |  |  |  |  |
| |                                                           |  |  |  |  |  |  |  |  |                     |  |  |  |  |  |  |
| |                                                           |  |  |  |  |  |  |  |  |                     |  |  |  |  |  |  |
| | 4. Andriamiaramanjaka                                     |  |  |  |  |  |  |  |  |                     |  |  |  |  |  |  |
| |                                                           |  |  |  |  |  |  |  |  |                     |  |  |  |  |  |  |
| |                                                           |  |  |  |  |  |  |  |  |                     |  |  |  |  |  |  |
| |                                                           |  |  |  |  |  |  |  |  |                     |  |  |  |  |  |  |
| |                                                           |  |  |  |  |  |  |  |  |                     |  |  |  |  |  |  |
| |                                                           |  |  |  |  |  |  |  |  |                     |  |  |  |  |  |  |
| |                                                           |  |  |  |  |  |  |  |  |                     |  |  |  |  |  |  |
| |                                                           |  |  |  |  |  |  |  |  |                     |  |  |  |  |  |  |
| |                                                           |  |  |  |  |  |  |  |  |                     |  |  |  |  |  |  |
| |                                                           |  |  |  |  |  |  |  |  |                     |  |  |  |  |  |  |
| |                                                           |  |  |  |  |  |  |  |  |                     |  |  |  |  |  |  |
| |                                                           |  |  |  |  |  |  |  |  |                     |  |  |  |  |  |  |
| |                                                           |  |  |  |  |  |  |  |  |                     |  |  |  |  |  |  |
| |                                                           |  |  |  |  |  |  |  |  |                     |  |  |  |  |  |  |
| |                                                           |  |  |  |  |  |  |  |  |                     |  |  |  |  |  |  |
| |                                                           |  |  |  |  |  |  |  |  |                     |  |  |  |  |  |  |
| | 2. King Andrianampoinimerina of Imerina                   |  |  |  |  |  |  |  |  |                     |  |  |  |  |  |  |
| |                                                           |  |  |  |  |  |  |  |  |                     |  |  |  |  |  |  |
| |                                                           |  |  |  |  |  |  |  |  |                     |  |  |  |  |  |  |
| |                                                           |  |  |  |  |  |  |  |  |                     |  |  |  |  |  |  |
| | 20. Prince Andriamifonozozoro                             |  |  |  |  |  |  |  |  |                     |  |  |  |  |  |  |
| |                                                           |  |  |  |  |  |  |  |  |                     |  |  |  |  |  |  |
| |                                                           |  |  |  |  |  |  |  |  |                     |  |  |  |  |  |  |
| |                                                           |  |  |  |  |  |  |  |  |                     |  |  |  |  |  |  |
| | 10. King Andriambelomasina of Avaradrano and Imerinatsimo |  |  |  |  |  |  |  |  |                     |  |  |  |  |  |  |
| |                                                           |  |  |  |  |  |  |  |  |                     |  |  |  |  |  |  |
| |                                                           |  |  |  |  |  |  |  |  |                     |  |  |  |  |  |  |
| |                                                           |  |  |  |  |  |  |  |  |                     |  |  |  |  |  |  |
| | 21. Princess Rangorinimerina                              |  |  |  |  |  |  |  |  |                     |  |  |  |  |  |  |
| |                                                           |  |  |  |  |  |  |  |  |                     |  |  |  |  |  |  |
| |                                                           |  |  |  |  |  |  |  |  |                     |  |  |  |  |  |  |
| |                                                           |  |  |  |  |  |  |  |  |                     |  |  |  |  |  |  |
| | 5. Princess Ranavalonanandriambelomasina                  |  |  |  |  |  |  |  |  |                     |  |  |  |  |  |  |
| |                                                           |  |  |  |  |  |  |  |  |                     |  |  |  |  |  |  |
| |                                                           |  |  |  |  |  |  |  |  |                     |  |  |  |  |  |  |
| |                                                           |  |  |  |  |  |  |  |  |                     |  |  |  |  |  |  |
| | 22. Andriampeno Randriambolanambo                         |  |  |  |  |  |  |  |  |                     |  |  |  |  |  |  |
| |                                                           |  |  |  |  |  |  |  |  |                     |  |  |  |  |  |  |
| |                                                           |  |  |  |  |  |  |  |  |                     |  |  |  |  |  |  |
| |                                                           |  |  |  |  |  |  |  |  |                     |  |  |  |  |  |  |
| | 11. Princess Rasoherimananitany                           |  |  |  |  |  |  |  |  |                     |  |  |  |  |  |  |
| |                                                           |  |  |  |  |  |  |  |  |                     |  |  |  |  |  |  |
| |                                                           |  |  |  |  |  |  |  |  |                     |  |  |  |  |  |  |
| |                                                           |  |  |  |  |  |  |  |  |                     |  |  |  |  |  |  |
| | 23. Ramanitrandrianstimitovy Rasoherinaraniny             |  |  |  |  |  |  |  |  |                     |  |  |  |  |  |  |
| |                                                           |  |  |  |  |  |  |  |  |                     |  |  |  |  |  |  |
| |                                                           |  |  |  |  |  |  |  |  |                     |  |  |  |  |  |  |
| |                                                           |  |  |  |  |  |  |  |  |                     |  |  |  |  |  |  |
| | 1. Radama I                                               |  |  |  |  |  |  |  |  |                     |  |  |  |  |  |  |
| |                                                           |  |  |  |  |  |  |  |  |                     |  |  |  |  |  |  |
| |                                                           |  |  |  |  |  |  |  |  |                     |  |  |  |  |  |  |
| |                                                           |  |  |  |  |  |  |  |  |                     |  |  |  |  |  |  |
| |                                                           |  |  |  |  |  |  |  |  |                     |  |  |  |  |  |  |
| |                                                           |  |  |  |  |  |  |  |  |                     |  |  |  |  |  |  |
| |                                                           |  |  |  |  |  |  |  |  |                     |  |  |  |  |  |  |
| |                                                           |  |  |  |  |  |  |  |  |                     |  |  |  |  |  |  |
| |                                                           |  |  |  |  |  |  |  |  |                     |  |  |  |  |  |  |
| |                                                           |  |  |  |  |  |  |  |  |                     |  |  |  |  |  |  |
| |                                                           |  |  |  |  |  |  |  |  |                     |  |  |  |  |  |  |
| |                                                           |  |  |  |  |  |  |  |  |                     |  |  |  |  |  |  |
| |                                                           |  |  |  |  |  |  |  |  |                     |  |  |  |  |  |  |
| |                                                           |  |  |  |  |  |  |  |  |                     |  |  |  |  |  |  |
| |                                                           |  |  |  |  |  |  |  |  |                     |  |  |  |  |  |  |
| |                                                           |  |  |  |  |  |  |  |  |                     |  |  |  |  |  |  |
| | 6. Rabezaka                                               |  |  |  |  |  |  |  |  |                     |  |  |  |  |  |  |
| |                                                           |  |  |  |  |  |  |  |  |                     |  |  |  |  |  |  |
| |                                                           |  |  |  |  |  |  |  |  |                     |  |  |  |  |  |  |
| |                                                           |  |  |  |  |  |  |  |  |                     |  |  |  |  |  |  |
| |                                                           |  |  |  |  |  |  |  |  |                     |  |  |  |  |  |  |
| |                                                           |  |  |  |  |  |  |  |  |                     |  |  |  |  |  |  |
| |                                                           |  |  |  |  |  |  |  |  |                     |  |  |  |  |  |  |
| |                                                           |  |  |  |  |  |  |  |  |                     |  |  |  |  |  |  |
| |                                                           |  |  |  |  |  |  |  |  |                     |  |  |  |  |  |  |
| |                                                           |  |  |  |  |  |  |  |  |                     |  |  |  |  |  |  |
| |                                                           |  |  |  |  |  |  |  |  |                     |  |  |  |  |  |  |
| |                                                           |  |  |  |  |  |  |  |  |                     |  |  |  |  |  |  |
| |                                                           |  |  |  |  |  |  |  |  |                     |  |  |  |  |  |  |
| |                                                           |  |  |  |  |  |  |  |  |                     |  |  |  |  |  |  |
| |                                                           |  |  |  |  |  |  |  |  |                     |  |  |  |  |  |  |
| |                                                           |  |  |  |  |  |  |  |  |                     |  |  |  |  |  |  |
| | 3. Princess Rambolamasoandro                              |  |  |  |  |  |  |  |  |                     |  |  |  |  |  |  |
| |                                                           |  |  |  |  |  |  |  |  |                     |  |  |  |  |  |  |
| |                                                           |  |  |  |  |  |  |  |  |                     |  |  |  |  |  |  |
| |                                                           |  |  |  |  |  |  |  |  |                     |  |  |  |  |  |  |
| |                                                           |  |  |  |  |  |  |  |  |                     |  |  |  |  |  |  |
| |                                                           |  |  |  |  |  |  |  |  |                     |  |  |  |  |  |  |
| |                                                           |  |  |  |  |  |  |  |  |                     |  |  |  |  |  |  |
| |                                                           |  |  |  |  |  |  |  |  |                     |  |  |  |  |  |  |
| |                                                           |  |  |  |  |  |  |  |  |                     |  |  |  |  |  |  |
| |                                                           |  |  |  |  |  |  |  |  |                     |  |  |  |  |  |  |
| |                                                           |  |  |  |  |  |  |  |  |                     |  |  |  |  |  |  |
| |                                                           |  |  |  |  |  |  |  |  |                     |  |  |  |  |  |  |
| |                                                           |  |  |  |  |  |  |  |  |                     |  |  |  |  |  |  |
| |                                                           |  |  |  |  |  |  |  |  |                     |  |  |  |  |  |  |
| |                                                           |  |  |  |  |  |  |  |  |                     |  |  |  |  |  |  |
| |                                                           |  |  |  |  |  |  |  |  |                     |  |  |  |  |  |  |
| | 7. Queen Ramanandrianjaka II of Imarovatana               |  |  |  |  |  |  |  |  |                     |  |  |  |  |  |  |
| |                                                           |  |  |  |  |  |  |  |  |                     |  |  |  |  |  |  |
| |                                                           |  |  |  |  |  |  |  |  |                     |  |  |  |  |  |  |
| |                                                           |  |  |  |  |  |  |  |  |                     |  |  |  |  |  |  |
| | 30. King Andriamananimerina I of Imarovatana              |  |  |  |  |  |  |  |  |                     |  |  |  |  |  |  |
| |                                                           |  |  |  |  |  |  |  |  |                     |  |  |  |  |  |  |
| |                                                           |  |  |  |  |  |  |  |  |                     |  |  |  |  |  |  |
| |                                                           |  |  |  |  |  |  |  |  |                     |  |  |  |  |  |  |
| | 15. Princess Rabodofilankanina                            |  |  |  |  |  |  |  |  |                     |  |  |  |  |  |  |
| |                                                           |  |  |  |  |  |  |  |  |                     |  |  |  |  |  |  |
| |                                                           |  |  |  |  |  |  |  |  |                     |  |  |  |  |  |  |
| |                                                           |  |  |  |  |  |  |  |  |                     |  |  |  |  |  |  |
| | 31. Princess Ramorabe                                     |  |  |  |  |  |  |  |  |                     |  |  |  |  |  |  |
| |                                                           |  |  |  |  |  |  |  |  |                     |  |  |  |  |  |  |
| |                                                           |  |  |  |  |  |  |  |  |                     |  |  |  |  |  |  |